# Age of Ascent
 (mai 2022).
Age of Ascent est un jeu vidéo visant à "devenir le plus grand MMO de tous les temps". Il utilise une architecture cloud évolutive à la demande et propose un "pilotage direct en temps réel dans un seul univers intégré". Il a été annoncé le 28 février 2014.
Le 14 mars 2014, Age of Ascent a tenté de battre officiellement le record du monde Guinness de la "plus grande bataille JcJ de jeu vidéo au monde" dans une version alpha public. L'alpha a été conçue pour accueillir plus de 50 000 joueurs avec un mécanisme de limitation pouvant atteindre 2 000 000. En période de pointe, ils y avait 997 joueurs simultanés en utilisant 2 % de leur capacité de CPU du serveur déployé et n'a pas battu le record de 4075.
Une particularité du jeu par rapport aux autres jeux du genre, est qu'il est basé sur un navigateur web et s'appuie fortement sur WebGL pour sa mise en œuvre, permettant aux joueurs de se connecter et de commencer à jouer, quel que soit leur appareil, et sans avoir besoin d'installer plug-ins, applications ou exécutables.

## Développement
Fonctionnant avec Microsoft Azure, Age of Ascent a été conçu dès le départ pour lui permettre de fonctionner sur des centaines d'ordinateurs, tout en créant un univers unique, fluide et cohérent. Il est dit que « Age of Ascent inaugurera une nouvelle ère des ultra-MMO ».
Illyriad Games a travaillé en étroite collaboration avec le Microsoft Technology Center et l'équipe Microsoft Developer eXperience Technical Evangelism & Development pour exploiter pleinement la plateforme Azure.
Pour atteindre la réactivité, le jeu est partitionné sur un certain nombre de centres de données, répartis géographiquement à travers le monde, offrant aux joueurs un accès réseau à large bande passante et à faible latence.

## Voir également
- Eve Online - MMORPG du monde persistant se déroulant dans un univers de science-fiction par CCP Games.